# Tuffi ai campionati europei di nuoto 2022 - Trampolino 3 metri sincro misti
La competizione del trampolino 3 metri sincro maschile ai campionati europei di nuoto di Roma 2022 si è svolta il 17 agosto 2022, presso il complesso natatorio del Foro Italico di Roma, in Italia.
La finale si è svolta alle ore 15:30.

## Risultati
| Class   | Nazione       | Tuffattori                          | T1    | T2    | T3    | T4    | T5    | Totale |
| ------- | ------------- | ----------------------------------- | ----- | ----- | ----- | ----- | ----- | ------ |
| Oro     | Germania      | Lou Massenberg Tina Punzel          | 47.40 | 46.20 | 66.60 | 67.89 | 66.60 | 294.69 |
| Argento | Gran Bretagna | James Heatly Grace Reid             | 45.00 | 45.60 | 65.70 | 67.50 | 66.96 | 290.76 |
| Bronzo  | Italia        | Chiara Pellacani Matteo Santoro     | 48.60 | 45.60 | 61.20 | 66.96 | 61.20 | 283.56 |
| 4       | Svezia        | Emilia Nilsson Elias Petersen       | 44.40 | 45.60 | 63.00 | 63.90 | 66.60 | 283.50 |
| 5       | Svizzera      | Madeline Coquoz Guillaume Dutoit    | 45.00 | 39.00 | 62.10 | 60.30 | 66.96 | 273.36 |
| 6       | Ucraina       | Viktorija Kesar Stanislav Oliferčyk | 45.00 | 42.00 | 57.60 | 60.30 | 64.17 | 269.07 |
| 7       | Spagna        | Max Linan Rocío Velázquez           | 40.80 | 40.80 | 60.30 | 59.52 | 58.50 | 259.92 |
| 8       | Francia       | Jules Bouyer Naïs Gillet            | 42.60 | 39.60 | 55.44 | 50.40 | 51.84 | 239.88 |